# Shangri-La, Địch Khánh
Shangri-La (tiếng Trung: 香格里拉市, Hán Việt: Hương Cách Lý Lạp thị; Wylie: rgyal thang rdzong; ZWPY: རྒྱལ་ཐང་རྫོང་།) là một thành phố cấp huyện thuộc châu tự trị dân tộc Tạng Địch Khánh ở tây bắc tỉnh Vân Nam, Trung Quốc. Trung tâm hành chính của châu đặt tại thành phố này.

## Tên gọi
Tên thành phố trước đây gọi là Trung Điện (tiếng Trung: 中甸, bính âm: Zhōngdiàn) nhưng đã được đổi tên năm 2001 theo vùng đất viễn tưởng Shangri-La trong một tiểu thuyết do James Hilton viết năm 1933 có tên Chân trời quên lãng (Lost Horizon), trong một nỗ lực nhằm tạo dấu ấn cho du lịch địa phương. Người Tạng bản địa gọi thành phố với cái tên Gyalthang (tiếng Tạng tiêu chuẩn: རྒྱལ་ཐང་རྫོང་), và cũng là tên tiếng Tạng cho Trấn Kiến Đường (建塘镇 Jiàntáng Zhèn), tức lị sở của thành phố.

## Khí hậu
Shangri-La có một khí hậu lục địa ẩm (theo KöppenDwb), với những ảnh hưởng từ gió mùa cao áp và độ cao. Mùa đông tương đối lạnh, với nhiệt độ thấp vào ban đêm thường xuống thấp hơn −10 °C (14 °F), trong khi mùa hè thì mát mẻ, với mức nhiệt cao vào ban ngày khoảng 19 °C (66 °F), và có mưa thường xuyên; hơn 70% lượng mưa hàng năm là từ tháng sáu đến tháng chín. Ngoại trừ mùa hè, đêm thường khá lạnh so với ban ngày.

## Công viên quốc gia

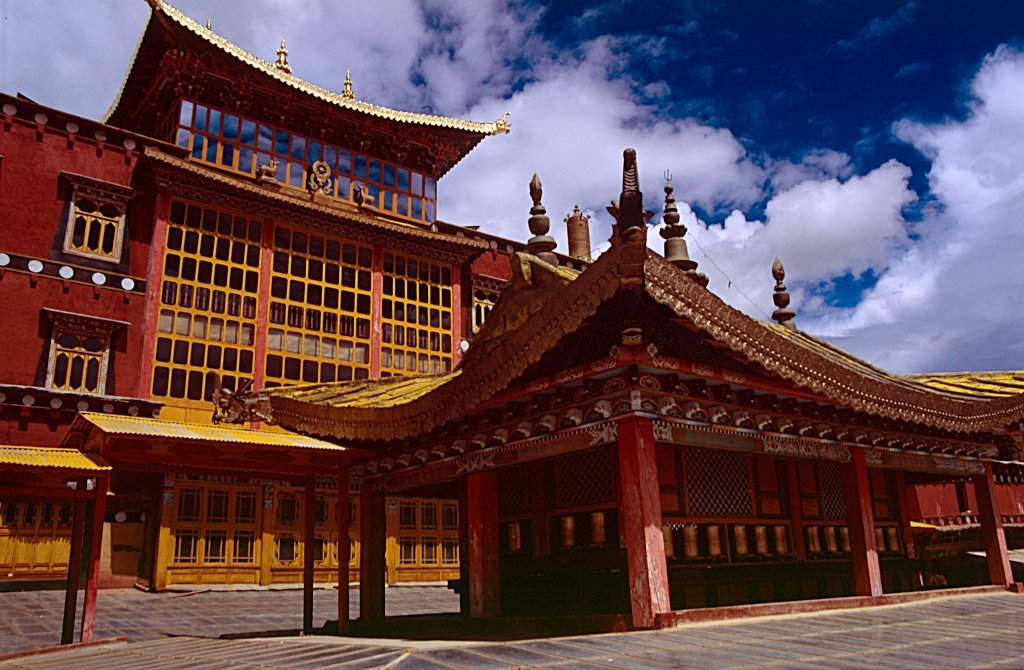
Gandan Sumtseling

- Công viên quốc gia Pudacuo (Phổ Đạt Thố), côn viên quốc gia đầu tiên tại Trung Quốc đạt được các tiêu chuẩn của IUCN, và cũng nằm trong khu bảo tồn Di sản Thế giới Tam Giang Tịnh Lưu.

## Giao thông
- Sân bay chính của thành phố là Sân bay Địch Khánh. với các chuyến bay tới Côn Minh, Thành Đô, Lhasa, Quảng Châu và Thâm Quyến.
- Nhiều du khách coi nơi đây là cửa ngõ đến với Tây Tạng. Tuy nhiên, huyện cũng là một điểm đến du lịch với Các di sản như Chùa Tạng Ganden Sumtseling (tiếng Trung: 松赞林寺 Sōngzànlín Sì Tùng Tán Lâm Tự), Công viên quốc gia Pudacuo, và Hổ Khiêu Hiệp.
- Quốc lộ 214

## Hành chính
Thành phố Shangri-La được chia thành 11 đơn vị hành chính cấp hương, bao gồm 4 trấn, 6 hương và 1 hương dân tộc.
- Trấn: Kiến Đường (建塘镇), Tiểu Trung Điện (小中甸镇), Hổ Khiêu Hạp (虎跳峡镇), Kim Giang (金江镇)
- Hương: Thượng Giang (上江乡), Lạc Cát (洛吉乡), Ni Tây (尼西乡), Cách Cha (格咱乡), Đông Vượng (东旺乡), Ngũ Cảnh (五境乡)
- Hương dân tộc Nạp Tây Tam Bá (三坝纳西族乡)